# A... come assassino
Pour plus de détails, voir Fiche technique et Distribution.
A... come assassino est un film policier italien réalisé par Angelo Dorigo et sorti en 1966.
Il est parfois classé comme un giallo.

## Synopsis
Angela, nièce du riche comte Prescott, après une soirée passée au cinéma avec son fiancé Armando, découvre le cadavre de son oncle, assassiné d'un coup de couteau. Après l'intervention de l'inspecteur Matt, le notaire convoque les héritiers du comte. Le testament du comte Prescott contient des dispositions particulières. Le comte lègue ses biens à plusieurs personnes : Julien, son fils unique et dérangé mental ; Angela, sa nièce ; Armando, le fiancé d'Angela ; Giacomo, son fidèle curateur ; sa sœur Marta, qui s'occupe depuis longtemps de Julien ; George, son autre neveu ; Adriana, la femme de George. Cependant, le testament contient une clause étrange : les sept héritiers potentiels devront vivre ensemble, pendant un mois, dans le château du comte. Les trois personnes qui, à la fin du mois, vivront encore au manoir pourront se partager l'héritage. Si, à la fin du mois, il reste plus de trois personnes au manoir, toute la fortune sera donnée à une œuvre de charité. L'inspecteur poursuit ses investigations et découvre que le comte Prescott a été assassiné à l'aide d'un couteau tribal dont le manche porte la lettre « A ». Les empreintes digitales des sept héritiers potentiels sont retrouvées sur le couteau, mais chacun d'entre eux affirme n'avoir jamais vu l'arme. Pendant ce temps, Giacomo fait la cour à Adriana, qui tombe rapidement sous le charme de l'homme. George, le mari d'Adriana, qui a toujours été très jaloux de sa femme, la surveille de près.
Un soir, George surprend Adriana dans les bras de Giacomo : aveuglé par la jalousie, il tue sa femme et part en voiture, plongeant dans un ravin. Angela convainc Armando que Giacomo prépare un plan pour éliminer tous les héritiers potentiels. Armando, armé d'un fusil, attaque alors Giacomo qui entame un combat furieux avec lui. À la fin du combat, Giacomo fait tomber Armando de la corniche du château. Armando meurt mais, avant de tomber, il réussit à tirer sur Giacomo, l'atteignant de justesse à la gorge. Giacomo, se rendant compte du double jeu d'Angela, se précipite sur elle et tente de la tuer. La femme est sur le point de succomber, mais la blessure à la gorge, déjà subie par Giacomo au cours de la lutte, entraîne sa mort avant qu'il ne puisse la tuer. Angela se prépare alors à jouir de son héritage. Ayant la preuve de la culpabilité de Marta, elle lui ordonne de disparaître avec Julien. Mais Marta réagit : juste avant l'arrivée de la police, appelée pour signaler la mort d'Armando, Marta tranche la gorge d'Angela et est arrêtée. Julien reste l'unique héritier de son père.

## Fiche technique
- Titre original italien : A... come assassino[2]
- Réalisation : Angelo Dorigo (sous le nom de « Ray Morrison »)
- Scénario : Ernesto Gastaldi
- Photographie : Aldo Tonti
- Musique : Aldo Piga
- Décors : Amedeo Mellone
- Production : Walter Brandi
- Société de production : Bival Film
- Pays de production :  Italie
- Langue originale : italien
- Format : Noir et blanc - Son mono - 35 mm
- Genre : Film policier
- Durée : 99 minutes
- Date de sortie :
  - Italie : 8 juillet 1966

## Distribution
- Sergio Ciani (sous le nom de « Alan Steel ») : Giacomo
- Mary Arden : Angela Prescott
- Ivano Staccioli (sous le nom de « John Heston ») : George Prescott
- Ivano Davoli : Armando
- Giovanna Galletti : Marta Prescott
- Charlie Karum : Julien Prescott
- Aïché Nana : Adriana Prescott
- Franco Pesce (sous le nom de « Frank Fisher ») : le majordome Peter
- Gilberto Mazzi (sous le nom de « Gilbert Mash ») : l'inspecteur Matt
- Giovanna Lenzi (sous le nom de « Barbara Penn ») : Marie
- Aldo Rendine : Jackson

## Production
A... come assassino est tourné au château de Balsorano en avril 1966. Le film serait adapté d'une histoire d'Ernesto Gastaldi.